# A Way Out
A Way Out é um jogo eletrônico de ação-aventura desenvolvido pela Hazelight Studios e publicado pela Electronic Arts sob o selo EA Originals. É o segundo jogo dirigido por Josef Fares após seu trabalho em Brothers: A Tale of Two Sons. Anunciado durante a E3 de 2017, o jogo só pode ser jogado cooperativamente entre dois jogadores, seja em modo online ou por meio de tela compartilhada, sem a possibilidade de ser jogado com apenas um jogador. O jogo foi lançado em 23 de março de 2018 para as plataformas PlayStation 4, Xbox One e Microsoft Windows.

## Jogabilidade
A Way Out é um jogo de ação-aventura, jogado a partir de uma perspectiva em terceira pessoa. Ele foi projetado especificamente para modo multijogador cooperativo com o auxílio de tela compartilhada, o que significa que ele também pode ser jogado com outro jogador através de modo online. No jogo, os jogadores controlam Leo e Vincent, dois prisioneiros condenados que devem escapar da prisão e ficar fugindo das autoridades. Como a história de ambos os protagonistas é contada simultaneamente, seu progresso pode não ser sincronizado, o que pode resultar em um jogador ser capaz de controlar seu personagem, enquanto o outro está assistindo uma cutscene. Os jogadores precisam cooperar uns com os outros para progredir, e cada situação pode ser abordada de forma diferente, com ambos os personagens assumindo papéis diferentes. Por exemplo, durante uma cena de fuga da prisão, um jogador precisa distrair o guarda, enquanto outro jogador precisa encontrar uma ferramenta para ajudar a sua fuga. Esses papéis não são fixos, então Leo e Vincent podem trocar seus papéis em outro desafio. Os jogadores podem interagir com muitos personagens não jogáveis e existem opções de diálogo para os jogadores escolherem.

## Desenvolvimento
A Way Out foi desenvolvido pela Hazelight Studios, uma pequena equipe de desenvolvedores na Suécia liderada pelo cineasta Josef Fares. Tanto as tarifas como vários membros de sua equipe trabalharam anteriormente no título aclamado, Brothers: A Tale of Two Sons da Starbreeze Studios. A produção do jogo começou no segundo semestre de 2014. A filosofia por trás do design para o jogo é que a equipe queria criar um jogo cooperativo que fosse único e diferente. Como resultado, a equipe optou por não usar o tradicional formato cooperativo caracterizado predominantemente em jogos convencionais e, em vez disso, decidiram criar um jogo completo que deve ser jogado de forma cooperativa com outro jogador. De acordo com Fares, o jogo foi o seu projeto de paixão e ele cancelou um próximo longa-metragem para dedicar mais tempo a trabalhar no jogo.
Apesar do foco pesado no multijogador, o jogo foi descrito como uma "aventura emocional". Como resultado, as cutscenes serão jogadas mesmo durante o jogo online para garantir que os jogadores possam entender a história do outro personagem. O jogo apresenta uma grande variedade de sequências em stealth para garantir que os jogadores sejam frequentemente apresentados com diferentes situações de jogo e geralmente tornam o jogo e seus personagens mais interessantes. Para tornar os dois protagonistas mais realistas, o time garantiu que Leo e Vincent tenham personalidades distintas e que tenham opiniões e respostas diferentes ao interagir com o mundo do jogo. Fares Fares, um ator sueco-libanês e o irmão mais velho de Josef Fares, interpreta Leo.
O título é parte do programa EA Originals da Electronic Arts, dedicado ao financiamento de jogos independentes. A parceria se concretizou quando Patrick Söderlund, vice-presidente executivo da Electronic Arts, abordou Fares pessoalmente para colaboração depois de ter ficado impressionado com seu trabalho em Brothers. A EA ofereceu US$ 3,7 milhões para o desenvolvimento do jogo e deu a Fares e sua equipe o controle criativo sobre o desenvolvimento do jogo. A formação da Hazelight Studios e a parceria entre a Hazelight e a EA foram oficialmente divulgadas no The Game Awards 2014. O título e a jogabilidade do jogo foram revelados na Electronic Entertainment Expo de 2017 durante a conferência de imprensa da EA. O jogo está previsto para ser lançado nas plataformas Microsoft Windows, PlayStation 4 e Xbox One no dia 23 de março de 2018.

## Recepção

### Crítica
A Way Out recebeu avaliações "geralmente favoráveis" de acordo com o agregador de resenhas Metacritic, com uma nota de 81 de 100 para a versão de Xbox One, 79 de 100 para a versão de PlayStation 4 e 78 de 100 para a versão de Windows.
Sam Loveridge do site GamesRadar+ acredita que "A Way Out supera jogos cooperativos de uma forma como nunca antes tinha feito, reunindo jogadores para criar uma história muito bem contada que todos deveriam experimentar." Colin Campbell, da Polygon, observou que "a habilidade de passar tempo com os personagens, e com um jogador parceiro, é a maior força de A Way Out, mesmo que os detalhes às vezes não tenham dinamismo." Ele continua dizendo que "A Way Out tem muitas falhas, mas a falta de coração não é uma delas. Ver que o coração se traduz em uma experiência de jogo cooperativo faz a viagem valer a pena."